# كارلوس فرنانديز غونزاليس
كارلوس فرنانديز غونزاليس (بالإسبانية: Carlos Fernández González)‏ هو شخصية أعمال مكسيكي، ولد في 29 سبتمبر 1966 في مدينة مكسيكو في المكسيك.